# ベネズエラ共産党
ベネズエラ共産党（ベネズエラきょうさんとう、スペイン語: Partido Comunista de Venezuela, PCV）は、ベネズエラのマルクス・レーニン主義政党であり、同国においては現存する中で最も古い政党である。1931年の建党から1971年の分裂まで、ベネズエラにおいて左翼政党の主流派であり続けた。

## 歴史
ベネズエラ共産党は、1931年にフアン・ビセンテ・ゴメス軍事独裁の下で地下組織として創建された。党は初めフアン・バウティスタ・フエンマヨルによって指導され、共産主義インターナショナルのベネズエラ支部となった。共産党の前身であるベネズエラ革命党は、1926年に亡命共産主義者によってメキシコで創建され、1929年にベネズエラで反乱を企て失敗している。
共産党は1941年まで非合法組織であり続けたが、全世界の共産党は連合国の戦争努力を支援する政権に協力するべし、というコミンテルンからの指令に従って、進歩的なイサイアス・メディナ・アンガリタ軍事政権と連携した。1948年から1958年までの保守的なマルコス・ペレス・ヒメネス軍事独裁の下で共産党は非合法化され、同様に非合法だった民主行動党（AD）の活動家と並び、政権への地下抵抗の組織に重要な役割を果たした。
1952年には、軍事政権の実施した制憲議会選挙において、共産党は依然として非合法組織であるにもかかわらず、非共産主義の左翼政党である民主共和同盟（URD）に対して多大な支援を行った。URDの勝利が明らかになると軍部は開票作業の中止を命じ、共産主義者が支援した野党への政権移譲を拒絶した。これにより軍部内での力の比重は相対的な穏健派からペレス・ヒメネスらの強硬派へと移り、実質的にペレス・ヒメネスは地下の野党に対する弾圧に邁進することになった。
1958年1月、軍部内の反乱やそれに続く市民デモにより、ペレス・ヒメネス大統領は亡命して軍政は終わりを告げた。10月には、民政への移行と大統領選挙に向け、三つの主要な非共産主義野党であるAD・COPEI・URDが、権力分担協定であるプント・フィホ協定に署名した。しかし、この協定から共産党は明確に排除された。
1958年12月の大統領選挙において、共産党はURDの候補ウォルフガング・ララサバルを後援し、3.2%（84,451）の票を得た。ララサバル陣営の得票率を総計すると34.88%であった。この数字は、その当時のベネズエラの政治における共産党の影響力を過小評価させる。共産党は、厳しく規律の保たれた内部組織に比して、大衆的な支持を受けづらかったとはいえ、多くの職業的な活動家を抱え、ソビエト連邦とは思想面や財政面で結び付きが強かった。この選挙で、ADのロムロ・ベタンクールが新大統領に選出された。ベタンクールは亡命先のコスタリカで共産党の指導者だった経歴を持つが、ADを結成してからは反共主義者だった。
1960年代初頭、キューバ革命に触発されて党はより一層急進的になり、ベタンクールのAD政権に対し、AD左翼の分派革命的左翼運動（MIR）などとともにゲリラ戦を開始、再び非合法化された。共産党のゲリラ闘争は実質的にベネズエラ農民からの支持を結集することはできず、ベタンクールの改良主義的な政策が農民から広範な支持を受け、この軍事的挑戦は新政権にとって重大なものとはならなかった。
ゲリラ路線への幻滅から、1971年には党員が大量に離党、議会闘争を主張する改良主義政党社会主義運動（MAS）に参加した。時を同じくして、ごく少数の活動家らが離脱し、労働組合を基盤に急進大義（Causa RまたはLCRとして知られる）を結成した。LCRは、今日の皆のための祖国（PPT）の前身である。共産党に残った活動家は、ラファエル・カルデラ大統領の進めた「和解」プロセスの一部として、後に大赦を受けた。
続く数年の間、共産党はベネズエラの政治においては周辺的な勢力となった。党は、1973年の選挙で0.7%、1978年の選挙で0.5%、1983年には1%、1988年と1993年には0.3%の得票であった。最も高かった1983年の選挙の得票は、67,681票だった。
1993年の大統領選挙において共産党は国民統一陣営のラファエル・カルデラを支持したが、1996年にはカルデラ大統領と対立した。

## チャベス時代の共産党
1998年の大統領選挙では、共産党はウゴ・チャベスを支持し、1.25%（81,979）の得票を得た（チャベス陣営の得票総計は3,673,685）。2006年の大統領選挙では、共産党の得票は2.9%（342,227）だった（チャベス票の総計は7,309,080）。この結果、共産党はチャベス陣営の中で4番目に大きい政党となった。
共産党は、ベネズエラの社会主義化はゆっくりと発展する、という信念を明らかにした。チャベス政権の与党連合の中で、党は小さいが“声高”な存在である。
2007年以降、チャベス政権との関係は、共産党がチャベス大統領の新党ベネズエラ統一社会党への合同を拒否したため、緊張したこともあった。2008年7月、保守派のコロンビア大統領アルバロ・ウリベのベネズエラ訪問に際し、共産党が抗議デモを続けることを決定したため、チャベス大統領から公式に譴責を受けた。
2005年12月の制憲議会選挙では、ベネズエラ国会の代議員として次の8人の共産党候補が当選した。Roberto Hernández、Diluvina Cabello、Germán Ferrer、オスカル・フィゲラ、Edgar Lucena、Chiche Manaure、Omar Marcano、David Velásquez。
ベネズエラ共産党は、"Debate Abierto"と"Tribuna Popular"を発行している。党の青年組織として、ベネズエラ共産主義青年（Juventud Comunista de Venezuela）がある。
国際的には、日本共産党と友好関係にある。2006年には、ベネズエラ共産党書記長のオスカル・フィゲラが日本共産党第24回党大会に参加して同党の志位和夫委員長と懇談するなど、相互に交流を行なっている。